# Нинхаген (Бад Доберан)
Нинхаген (њем. Nienhagen) град је у њемачкој савезној држави Мекленбург-Западна Померанија. Једно је од 59 општинских средишта округа Бад Доберан. Према процјени из 2010. у граду је живјело 1.797 становника. Посједује регионалну шифру (AGS) 13051049.

## Географски и демографски подаци
Нинхаген се налази у савезној држави Мекленбург-Западна Померанија у округу Бад Доберан. Град се налази на надморској висини од 8 метара. Површина општине износи 5,9 km². У самом граду је, према процјени из 2010. године, живјело 1.797 становника. Просјечна густина становништва износи 305 становника/km².